# Laisser Dire
Le Laisser Dire (ex-Roche Maurice est un roquio, bateau de transport fluvial (Roquio est le nom du premier bateau à vapeur de la Compagnie de navigation de la Basse-Loire) . Il est ancré à Angers, et il est labellisé depuis 2021 au Patrimoine maritime et fluvial en tant que Bateau d'intérêt patrimonial (BIP)

## Histoire
Ce type de bateau, à coque métallique rivetée, servait à transporter les passagers d'une rive à l'autre du fleuve.
Laissé à l'abandon en 1980, il finit par couler.  Un passionné, Mr Jean-Paul Desprès, achète l'épave pour le restaurer. Il est remis à flot dès 2002.